# Lieja-Bastoña-Lieja 1972
La Lieja-Bastogne-Lieja 1972 fue la 58.ª edición de la clásica ciclista Lieja-Bastoña-Lieja. La carrera se disputó el jueves 20 de abril de 1972, sobre un recorrido de 239 km. 
El vencedor final fue el belga Eddy Merckx (Molteni) consiguió la cuarta victoria en esta carrera imponiéndose en solitario al holandés Wim Schepers (Rokado) y al tambiçen belga Herman Van Springel (Rokado), segundo y tercer respectivamente. Ésta sería el tercer triunfo de Merckx en esta clásica.

## Clasificación final
| Posición | Ciclista            | Equipo     | Tiempo   |
| -------- | ------------------- | ---------- | -------- |
| 1        | Eddy Merckx         | Molteni    | 6h33'00" |
| 2        | Wim Schepers        | Rokado     | a 2'40"  |
| 3        | Herman Van Springel | Rokado     | a 4'35"  |
| 4        | Roger Swerts        | Molteni    | a 5'26"  |
| 5        | Georges Pintens     | Van Cauter | s.t.     |
| 6        | Leif Mortensen      | BIC        | s.t.     |
| 7        | Raymond Delisle     | Peugeot    | s.t.     |
| 8        | Gilbert Bellone     | Rokado     | a 6'38"  |
| 9        | Victor Van Schil    | Molteni    | a 6'46"  |
| 10       | Robert Bouloux      | Peugeot    | s.t.     |